# Rochford
Rochford är en stad och civil parish i distriktet Rochford i Essex i östra England. Den ligger 69 km från Charing Cross i London. Orten har 16 374 invånare (2001). Byn nämndes i Domedagsboken (Domesday Book) år 1086, och kallades då Rochefort.